# Peinture française du XVIIe siècle

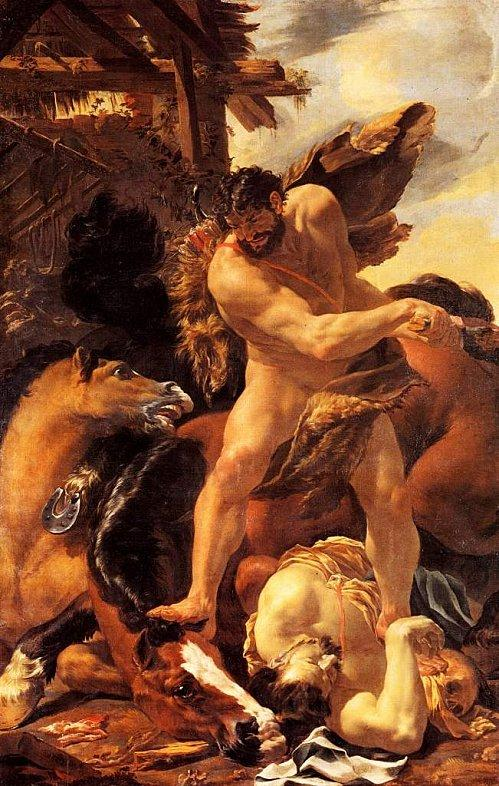
Charles Le Brun, Hercule et les juments de Diomède, 1641.

La peinture française du XVIIe siècle s'inscrit dans le cadre du Grand Siècle, période florissante pour toutes les branches de la culture en France (littérature française du XVIIe siècle…), dont la peinture. Depuis le début de la Renaissance, l'Italie était le centre des arts en Europe. Dans la seconde moitié du XVIIe siècle on assiste à un détournement vers la France même si Rome garde son prestige. Le XVIIe siècle constitue pour la peinture en France une période riche avec la constitution progressive d'une véritable école française de peinture. Deux des plus grands artistes du XVIIe siècle, célébrés de leur vivant, sont français : Nicolas Poussin et Le Lorrain. D'autres comme Georges de La Tour et les frères Le Nain ont été oubliés après leur mort et progressivement redécouverts aux XIXe et XXe siècles pour être enfin reconnus comme des peintres majeurs de leur siècle.

## Le début du siècle

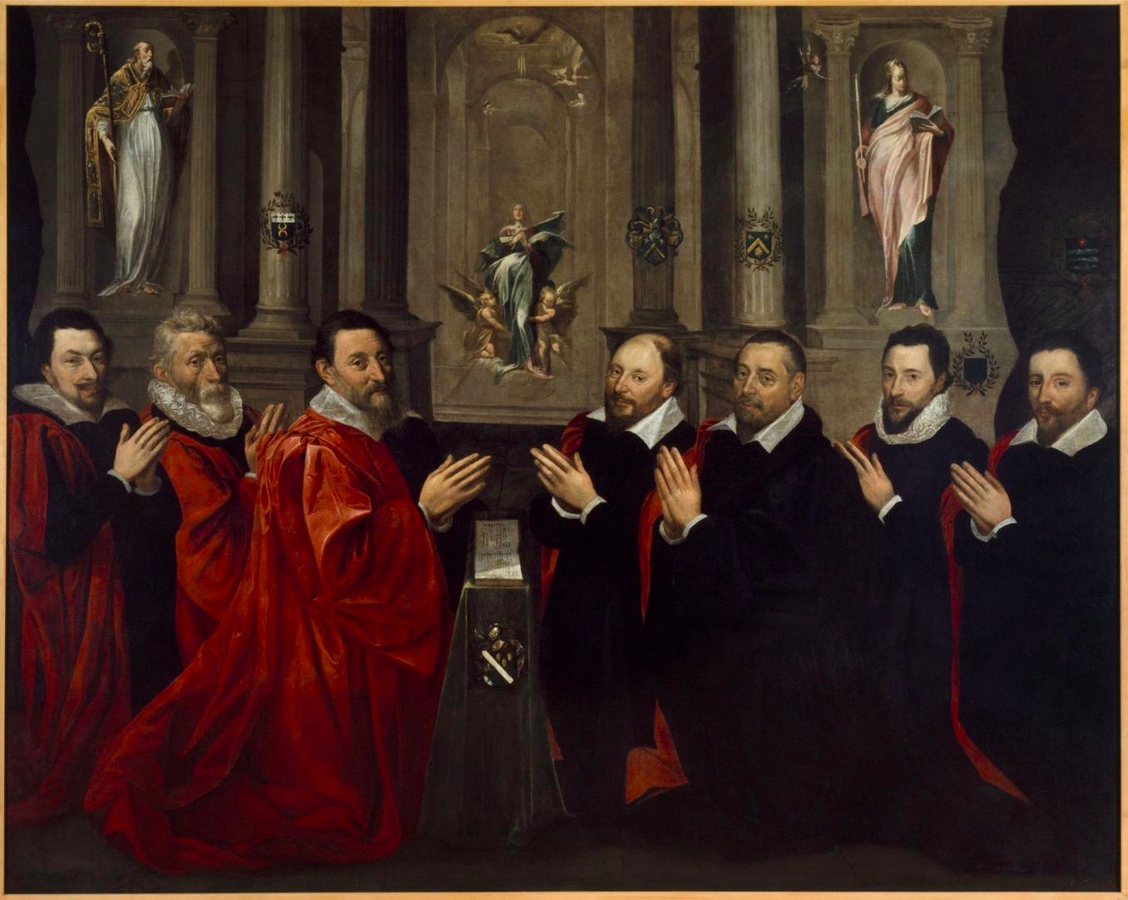
Georges Lallemant, Le Prévôt des marchands et les échevins de la ville de Paris, 1611, Paris, musée Carnavalet.

### Le maniérisme tardif et la « Seconde école de Fontainebleau »
En France, le premier quart du XVIIe siècle est marqué en peinture par un maniérisme tardif, héritier du style gracieux de l'École de Fontainebleau et marqué par l'influence grandissante des peintres flamands. 
Aux regard des innovations qui s'opèrent à la même période dans la péninsule italienne, à travers Le Caravage et l'Académie des frères Carrache, foncièrement anti-maniériste, la peinture française reste attachée à la tradition picturale du XVIe siècle : une peinture affectée et élégante, négligeant la réalité anatomique ou la vraisemblance des couleurs au profit d'une grâce aristocratique et précieuse. 
La « Seconde école de Fontainebleau » s'ouvre dès le début de la pacification du royaume après l'entrée d'Henri IV à Paris en 1594 : les chantiers royaux sont ré-activés, avec l'intervention de Toussaint Dubreuil (auteur de la galerie de la Franciade au château de Saint-Germain-en-Laye), Ambroise Dubois (qui est chargé d'orner plusieurs pièces d'apparat au château de Fontainebleau), Jacob Bunel (auteur de plusieurs décors pour les palais du Louvre et des Tuileries), et Martin Fréminet (rappelé en France en 1603 après un séjour en Italie, et chargé d'orner la chapelle de la Trinité à Fontainebleau).
L'atelier le plus important de Paris dans les années 1610-1620 est celui du maniériste d'origine lorraine Georges Lallemant, qui reçoit de nombreuses commandes de tableaux religieux pour l'ornementation des églises parisiennes. Il partage cette activité avec l'Amiénois Quentin Varin, les flamand Ferdinand Elle et Frans Pourbus le Jeune, ou le parisien Nicolas Baullery. 
Des maîtres maniéristes s'illustrent également dans les grandes villes de province : les Tassel et Florent Dépêches en Bourgogne, Jean Chalette à Toulouse, poursuivent un maniérisme tardif relu par leurs propres personnalités picturales.

### Le chantier du Luxembourg, et la présence des flamands à Paris
La décennie 1620 est marquée à Paris par le chantier imposant du Palais du Luxembourg bâti par la reine-mère Marie de Médicis. Des artistes de toute la France sont attirés par les perspectives de carrière offertes par les chantiers royaux et les décorations des églises parisiennes. Le passage du peintre Orazio Gentileschi, ou la livraison par Rubens d'un cycle peint à la gloire de la reine-mère pour le Palais du Luxembourg, vont marquer les esprits. Des peintres comme le blésois Jean Mosnier, le lyonnais Horace Le Blanc, les parisiens Laurent de La Hyre et Claude Vignon (de retour en France en 1623 après un séjour à Rome), les premières œuvres des frères Frères Le Nain ou de Jacques Blanchard, montrent la diversité des solutions picturales adoptées par les peintres tout au long de la décennie : une tendance au classicisme, teintée de citations maniéristes, de luminisme baroque, ou de coloris vénitiens.

## Les artistes français à Rome

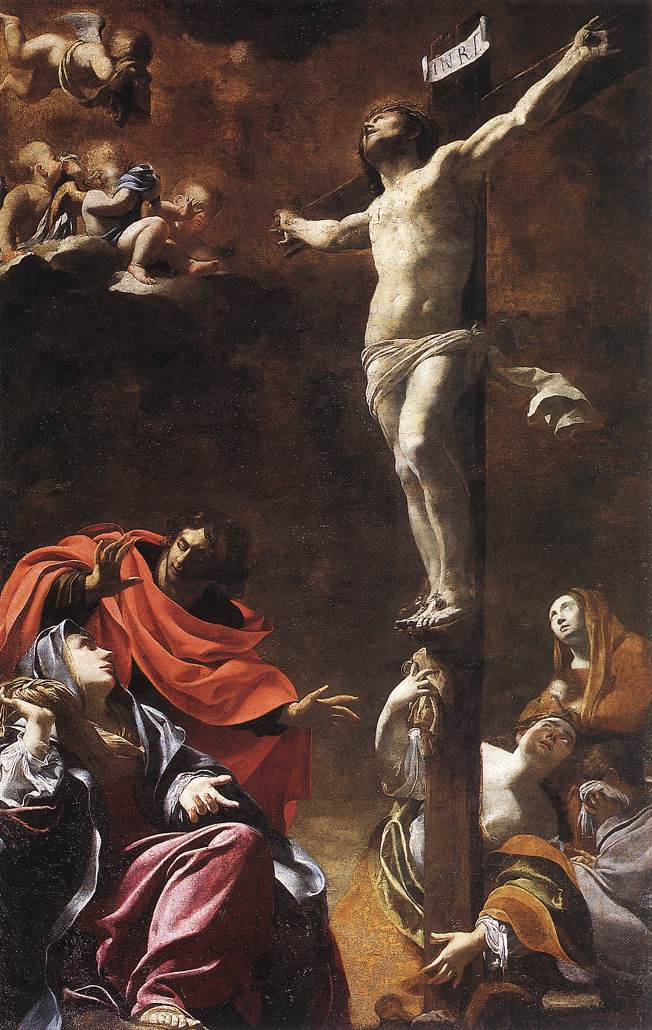
Simon Vouet, Crucifixion, 1622, église du Gesù, Gênes.

Au XVIe siècle, le voyage d'Italie n'est pas systématique parmi les artistes français. Avec la pacification de la péninsule, la fin des guerres de religion en France, le voyage devient moins périlleux et l'éventualité d'un séjour « de formation » devient accessible. Dans un contexte de réaction au maniérisme, ou de fascination à l'égard de l'Antiquité, certains peintres vont en Italie pour y étudier les vestiges antiques, les grands maîtres de la Renaissance et les peintres contemporains dont le succès reçoit un écho jusqu'à Paris. 
À Rome à partir du deuxième quart de siècle, il existait des goûts fondamentalement différents. D'un côté le baroque ou « grand style » (Pierre de Cortone, Le Bernin…) de l'autre « le classicisme » (Sacchi, Carrache…). Le classicisme prend la peinture d'histoire au sérieux : l'invention est considérée comme le départ de la peinture et l'expression comme principe essentiel (associé à la convenance du lieu, clarté de la composition, netteté de la couleur). Le baroque accorde aussi de l'importance à l'expression mais celui-ci est soumis à des intérêts psychologiques, mais surtout décoratifs. Les baroques accaparaient les grandes commandes officielles préférées par les grands commanditaires. On retrouvera cette opposition en France quelques décennies plus tard.

### La formation italienne de Simon Vouet
Le voyage de Simon Vouet débute en 1612. Il se rend à Venise où il étudie Véronèse puis il rejoint Rome en 1614. Là Vouet multiplie les expérimentations picturales. Il se tourne en particulier vers Venise, on parle de néo-vénétianisme. Par exemple : La Circoncision est une synthèse entre Caravage (pour le clair-obscur) et la peinture d'histoire vénitienne (pour le chromatisme riche). Vouet rentre en France en 1627, après être passé par Venise en 1625.

### Carrière romaine de Poussin

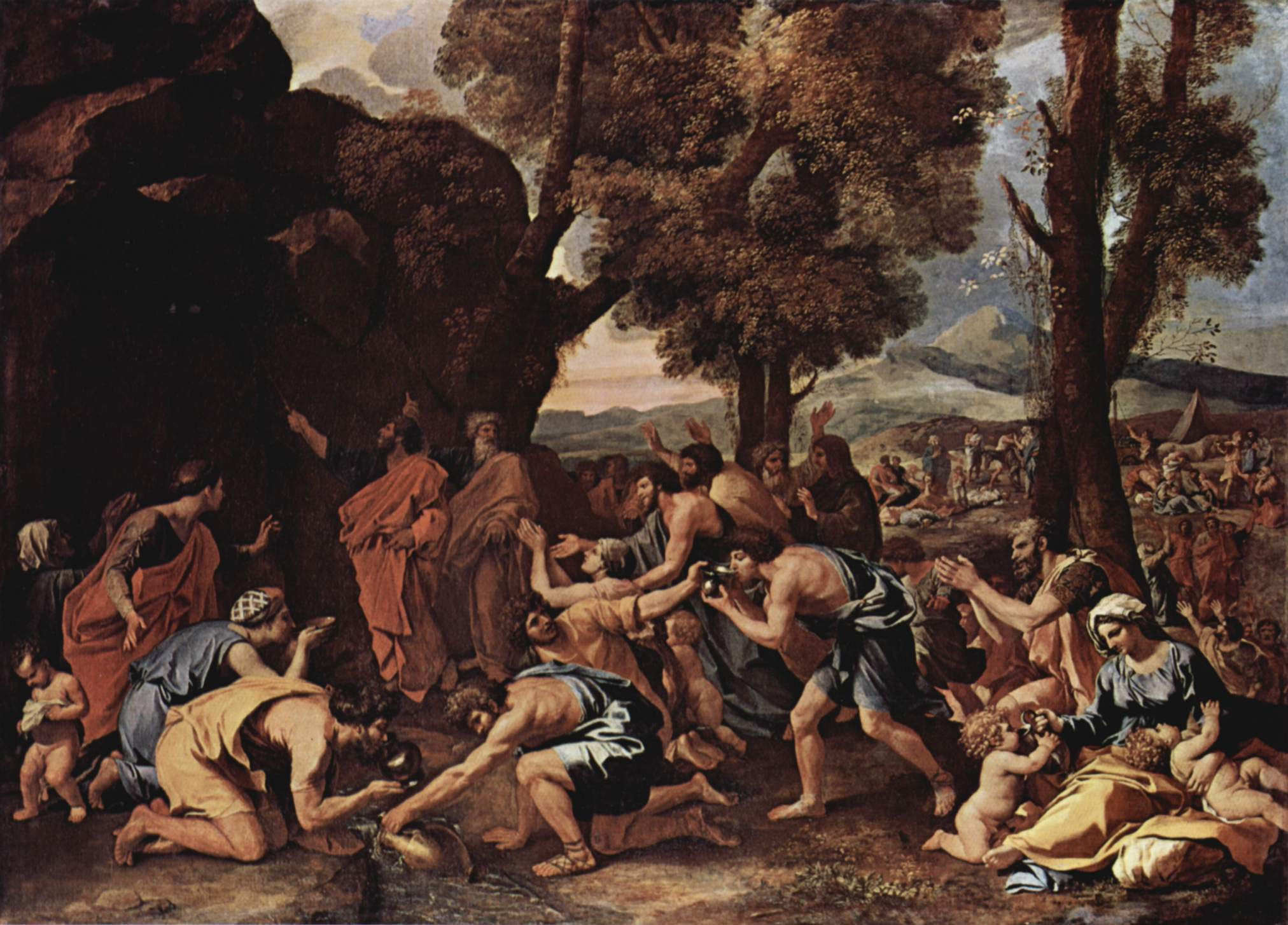
Nicolas Poussin, Moïse faisant jaillir l'eau du rocher, 1633-1635, National Gallery of Scotland, Edimbourg.

Nicolas Poussin s'installe à Rome en 1624, comme Vouet il est marqué par le néo-vénitianisme. Il va beaucoup étudier Titien et la sculpture grecque antique. Petit à petit il se fait un nom et en 1626 il reçoit une commande du cardinal Francesco Barberini : La Mort de Germanicus, lequel commande aussi une œuvre à Valentin de Boulogne : Allégorie de Rome (1628). Le cardinal, content de cette mise en compétition, réitérera avec une commande pour chacun pour la basilique Saint-Pierre : Le Martyre de saint Érasme de Poussin (1629) et le Martyre de saint Procès et saint Martinien (1630). Cette compétition déplaît beaucoup à Poussin, qui les évitera dorénavant. Poussin pour garder son indépendance essaya de ne répondre qu'a des commandes provenant d'amateurs éclairés, pour des gens sachant apprécier le travail du peintre et sa réflexion : il dit à ce propos « la délectation constitue la plus haute finalité de la peinture ».
Durant les années 1630, il adopte un langage de plus en plus classique (il suit la voie ouverte par les Carrache en peinture d'histoire) c'est-à-dire en privilégiant la clarté et la convenance de la représentation. Poussin peint alors des œuvres importantes de sa carrière : La Peste d'Asdod ou L'Empire de Flore (v.1631). On peut remarquer que Poussin utilise dès cette période les modes (adéquation de la facture picturale avec le sujet). À l'idéalisation que les Carrache avaient remis au goût du jour (inspiré de Raphaël), Poussin ajoute un pouvoir fort de l'expression, du sens de l'œuvre. En 1637 Paul Fréart de Chantelou lui commande un tableau important intitulé : Les israélites recueillant la manne.

En 1640, Poussin rentre à Paris pressé par le roi. Il retourne à Rome en 1642. À son arrivée à Rome, il reçoit deux grandes commandes de cycle, une de Cassiano dal Pozzo et l'autre de Chantelou.

### Carrière romaine de Claude Lorrain

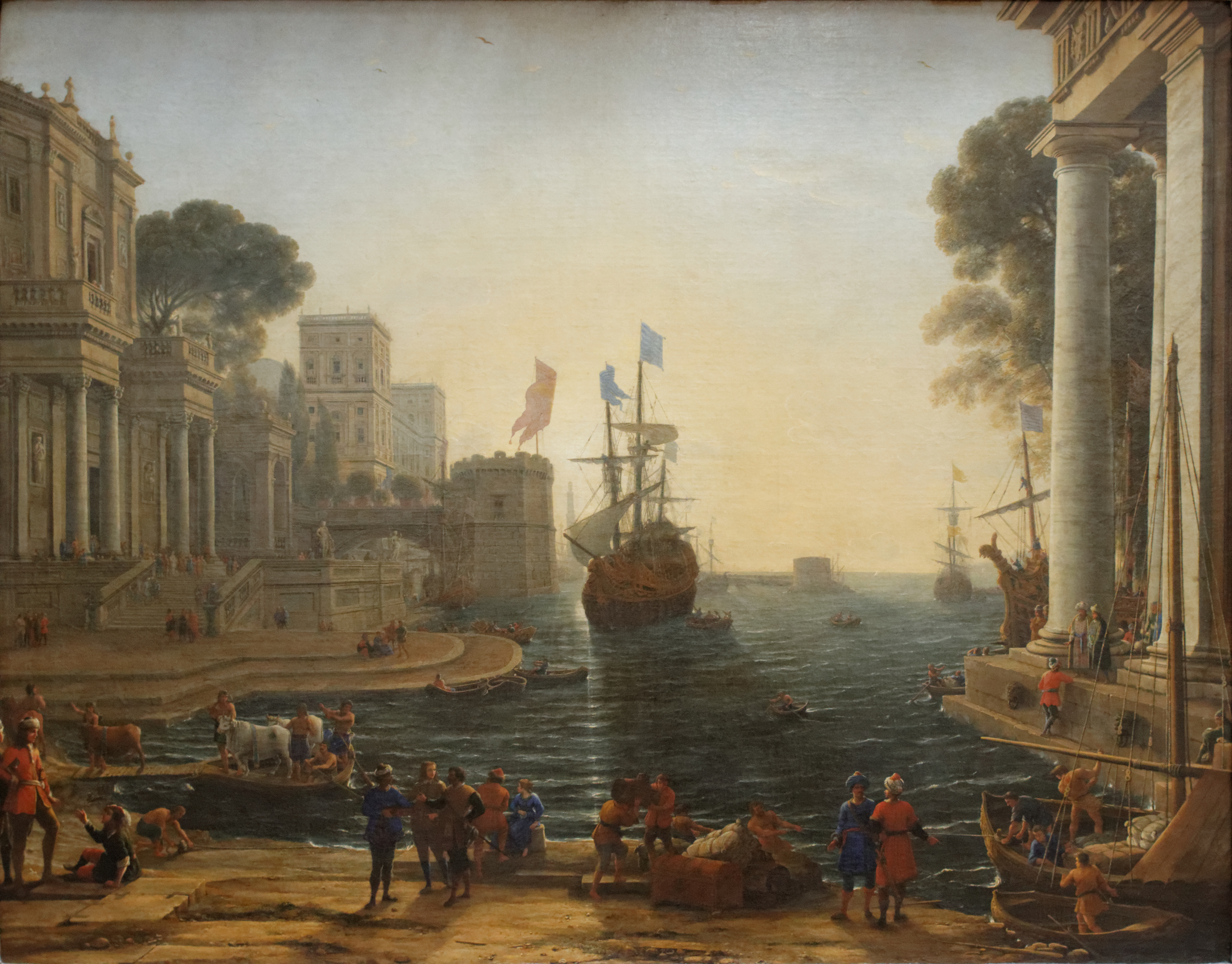
Claude Lorrain, Ulysse remet Chryséis à son père, vers 1644, musée du Louvre, Paris.

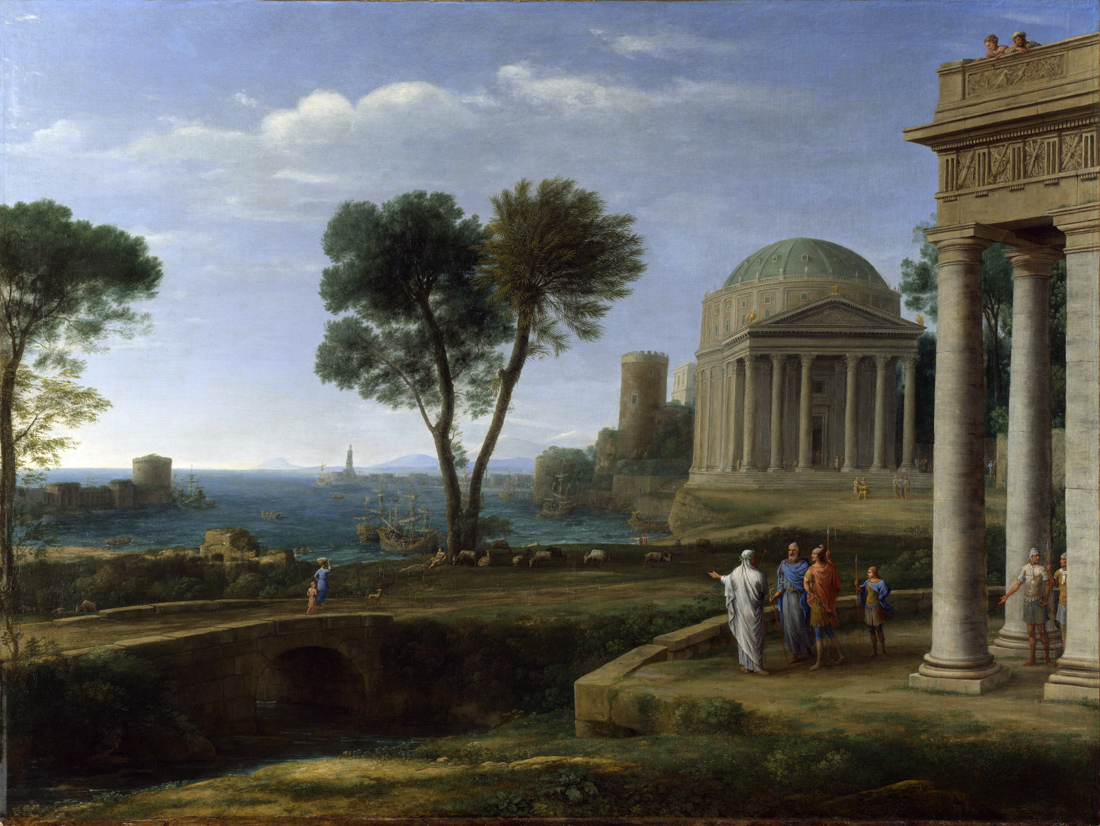
Claude Lorrain, Énée à Délos, 1672, National Gallery, Londres.

Claude Gellée, dit Claude Lorrain, (1604-1682) est après Poussin l'artiste français le plus important installé à Rome. Il s'y établit en 1626 et y reste définitivement jusqu'à la fin de sa vie en 1682.

Claude Lorrain est le peintre qui sut développer l'art du paysage à une dignité jamais atteinte. Il obtint très vite une indépendance financière ce qui lui permit de ne plus dépendre des commanditaires. Et pour éviter les contrefaçons, il consigna dans un album des reproductions de tous ses tableaux : Liber vertitatis à partir de 1637.

Claude Lorrain utilise l'idéalisation qu'il emprunte à la peinture d'histoire pour ses paysages. Il n'imagine pas un paysage fantaisiste (attitude maniériste) mais il ne copie pas non plus directement la nature (attitude naturaliste). Au contraire, il construit un ensemble dont les parties s'accordent entre elles et qui sont idéalisées à partir d'études d'après nature. Il fait donc une large part à l'expression générale de ses œuvres. On peut dire qu'il donne au paysage la dignité de la peinture d'histoire. Mais c'est la nature qui prend la place d'honneur : une nature bucolique, arcadienne, une nature qui détient une intensité religieuse.

Même si, comme Poussin, Claude n'a pas de successeur direct, il contribua au développement du tableau de paysage en France.
« Ses images sont de la vérité la plus haute, sans montrer le moindre soupçon de réalité (…) tel est le véritable idéalisme. », Goethe sur Claude Lorrain.

## La peinture sous le règne de Louis XIII

### Le retour de Vouet à Paris (1627-1649)

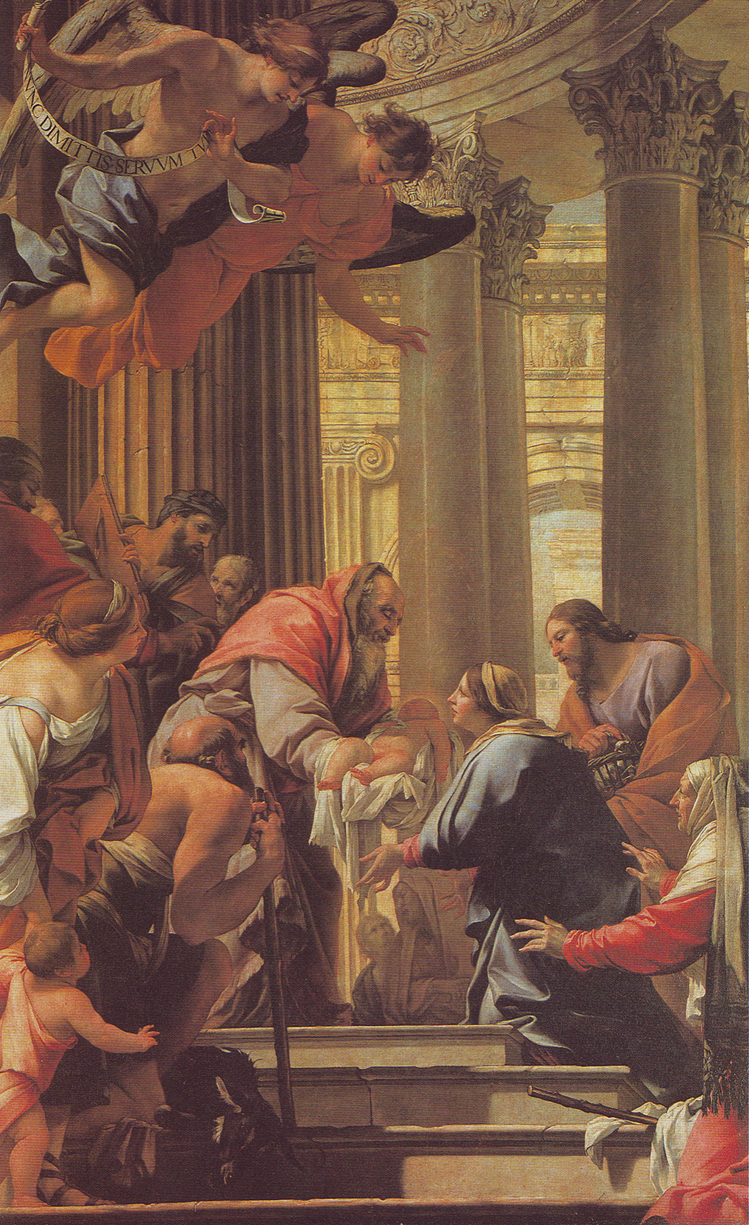
Simon Vouet, La Présentation au Temple, 1641, musée du Louvre, Paris.

Vouet rentre à Paris sur ordre du Roi, en 1627 ; à cette occasion il est nommé premier peintre du Roi. Vouet réalise alors peu de peintures pour des commandes officielles. Il peint essentiellement pour des églises et des commandes privées.
Il apporte à Paris une vision cohérente de la peinture d'histoire telle qu'elle avait été systématisée par les frères Carrache. Il fait évoluer sa manière du caravagisme qu'il pratiquait en Italie vers une peinture plus claire, décorative et lyrique, abandonnant le naturalisme et les sujets caravagesques pour privilégier de savantes compositions fondées sur les enchainements de personnages interposés, avec des drapés aux couleurs chatoyantes et aux envolées expressives, une lumière généreuse unifiant les compositions. Une certaine influence du maniérisme bellifontain se ressent dans les figures féminines graciles et fines qu'il met au point, opposées au type plus massif qu'il peignait en Italie. C'est grâce à cette manière virtuose, syncrétisme de sa formation italienne, que Vouet impose son hégémonie sur la peinture française pendant vingt ans. Eustache Le Sueur et Charles Le Brun passent, comme bien d'autres peintres de la génération suivante, par son atelier, et Vouet obtient les commandes de grand décor les plus prestigieuses à Paris et dans ses environs. Les grands du royaume s'adressent à lui pour la décoration des nouveaux hôtels particuliers qui se construisent rapidement dans le quartier du Marais et aux alentours du Louvre. Les établissements religieux qui se multiplient dans la capitale et adoptent le nouveau dispositif du maître-autel « architecturé » lui commandent de grandes compositions sacrées, tandis que le roi fait appel à lui pour l'ornementation des demeures de la couronne.

### Les « peintres de la Réalité »

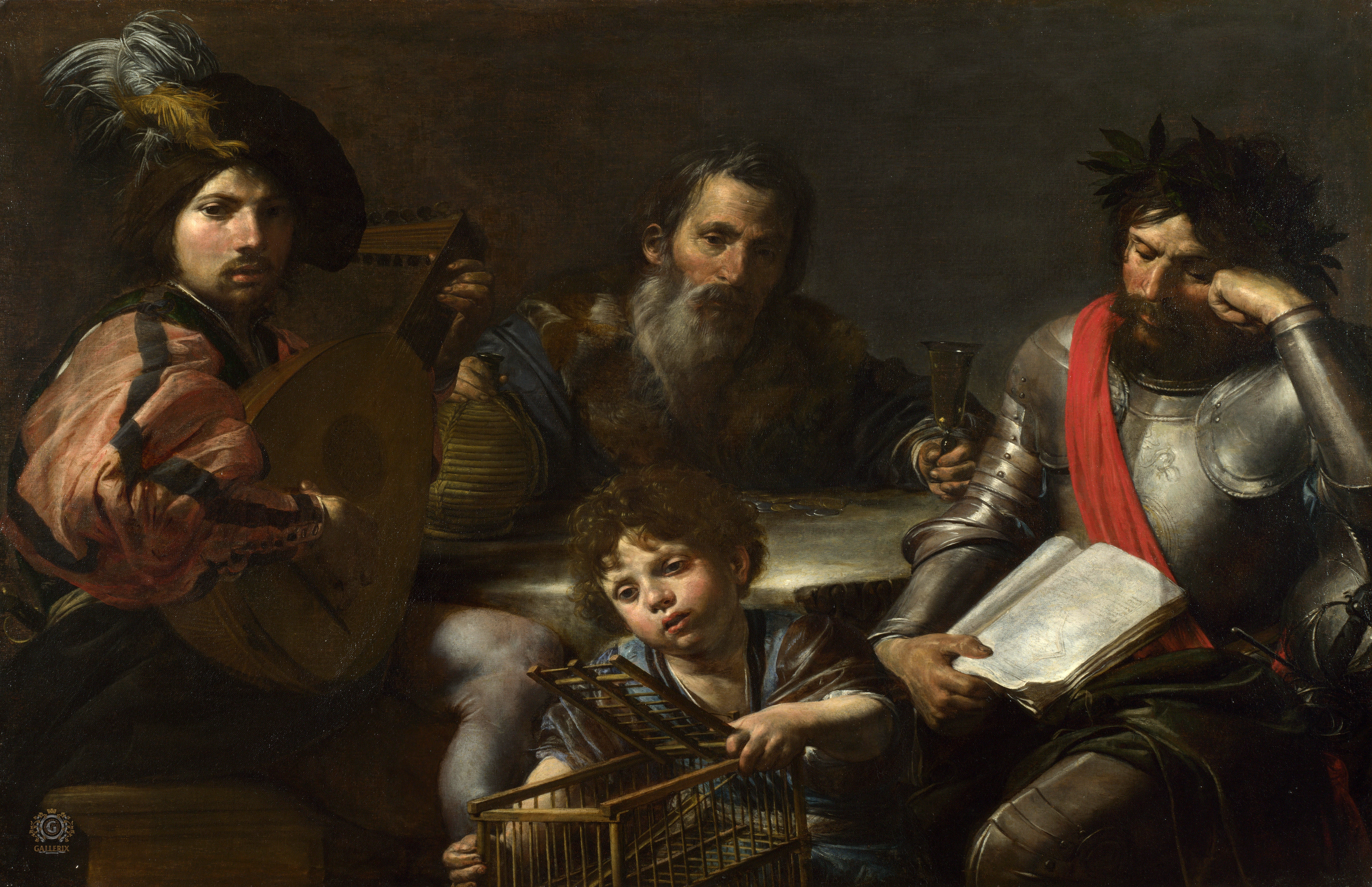
Valentin de Boulogne, Les quatre âges de la vie, National Gallery, Londres.

La peinture de genre a eu beaucoup d'importance pour les artistes français du début du XVIIe siècle. Le « naturalisme » (selon une expression du XVIIe siècle) prend sa source chez le Caravage et une certaine extension avec le peintre hollandais Pieter Van Laer (1592-1642) dit Bamboccio. Celui-ci donna naissance au style de peinture appelé bambochade.
Le style même de Caravage et la transcription aussi directe du réel faisait l'objet de débats animés parmi les esthètes de l'époque, tout en séduisant une clientèle de riches amateurs, nobles lettrés et grands prélats, parfois au plus près du pape. Le français Valentin de Boulogne réussit une carrière à Rome dans un style résolument caravagesque : il reçut par exemple une commande pour la basilique St Pierre à Rome en 1630 : Le Martyre des St Processe et Marticien qui fera sensation ; il sut surtout donner à son style naturaliste toutes les subtilités de l'expression cohérente et du drame sacré.
Le succès du naturalisme en France fut favorisé par de nouvelles conceptions esthétiques et spirituelles, discutées parmi les cercles dévots et les théologiens. Le baroque italien pouvait facilement être considéré en France comme un « style jésuite », appréciant l'emphase décorative et le goût du décorum, tandis que le naturalisme caravagesque, par sa simplicité et son épure, entretenait un rapport étroit avec le jansénisme (mouvement religieux de grande aura en France) et certains nouveaux courants de spiritualités de la même veine.

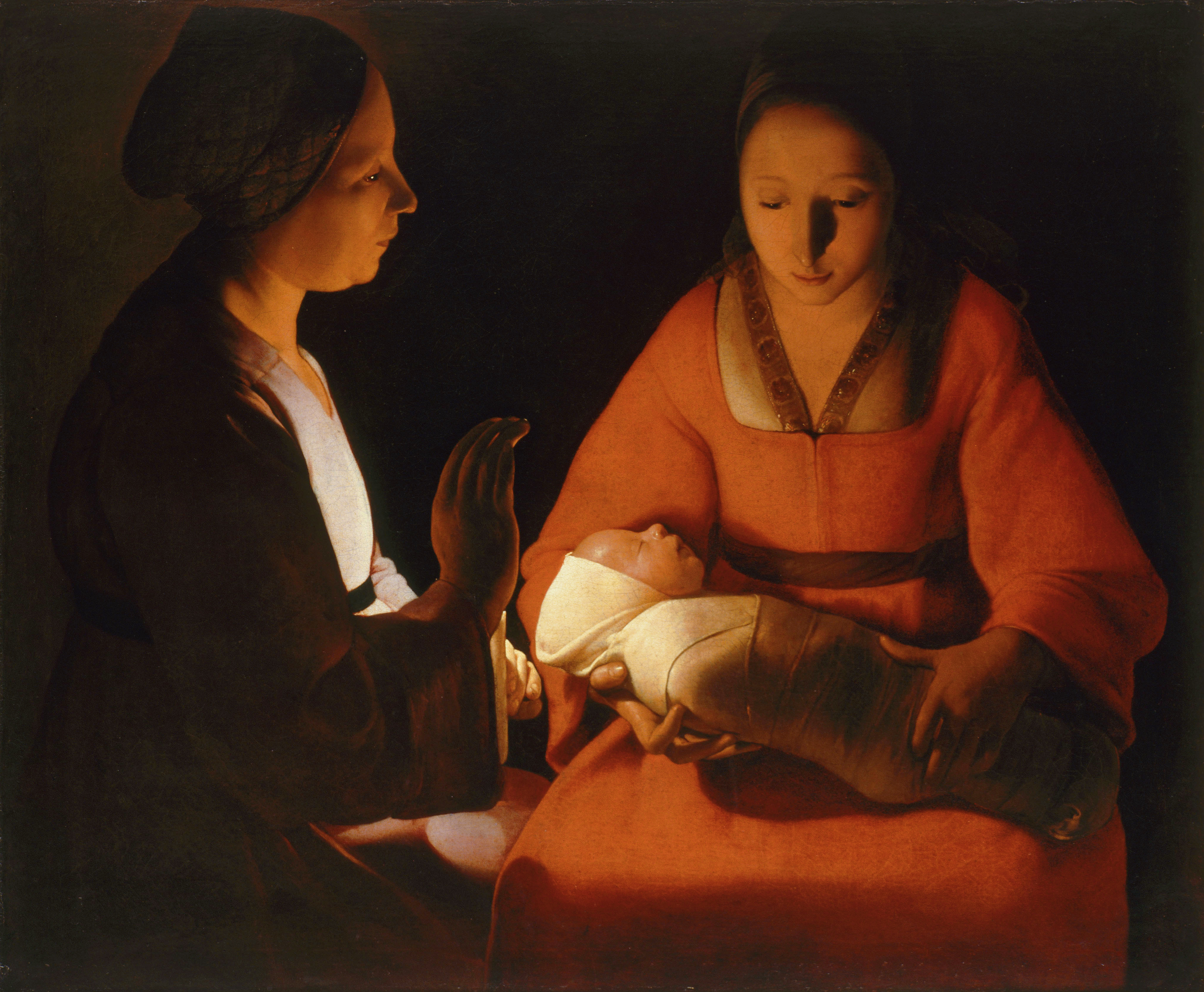
Georges de La Tour, Le Nouveau-né, vers 1648, Musée des beaux-arts de Rennes.

Les Frères Le Nain arrivent de Laon à Paris vers la fin des années 1620. Ils commencèrent à peindre des sujets religieux, répondant à la demande croissante des nouveaux établissements religieux de la capitale, mais s'orientèrent également vers la peinture mythologique (assez rare dans leur œuvre) et la peinture de genre, une production courante adaptée à une clientèle bourgeoise et citadine. Les deux chefs-d'œuvre des "Le Nain" sont : La Famille de paysans (v. 1647) et Le Repas des paysans, ils sont ici au sommet de leur art en soulignant la dignité et la simplicité des paysans avec un certain caractère religieux.
Enfin, l'un des plus célèbres peintres naturalistes français est un lorrain : Georges de La Tour. On parle « d'abstraction soustractive » pour qualifier l'aspect rigoureux et simple de ses compositions qui ont toujours comme préoccupation principale l'expression d'un sujet religieux. Son œuvre est divisée en deux périodes : les tableaux diurnes et les tableaux nocturnes ; ses plus grands chefs-d'œuvre appartenant à la seconde, par exemple : Le Nouveau-né, peint vers 1648.

## Poussin et L'Atticisme

### Le retour de Poussin à Paris (1640-1642)
En 1640 Poussin rentre à Paris où, comme Vouet, il obtient le titre de premier peintre du Roi. Certes l'accueil de Poussin à Paris fut chaleureux, il obtient une forte rémunération et est logé au Palais des Tuileries. Mais les commandes qu'il reçoit ne lui convenaient guère. François Sublet des Noyers lui commande le maître-autel (miracle de Saint François) et commande en plus deux retables pour les chapelles latérales, une à Vouet et l'autre à Stella (La vierge et Joseph retrouvant Jésus). Cette mise en compétition ne plut pas à Poussin. Hormis le format trop grand pour lui, cela lui rappelait peut-être l'expérience désagréable contre Valentin de Boulogne.

### L'Atticisme parisien
Poussin rentra à Rome en 1642, mais il laissa une empreinte dans l'art français. Sans faire école, de nombreux artistes l'étudièrent pour son sens de la composition et de l'expression.
L'œuvre qui est en partie à l'origine du classicisme rigoureux en France, que l'on appelle atticisme est La vierge et Joseph retrouvant Jésus parmi les docteurs de Jacques Stella en 1642. L'atticisme est le terme proposé par Jacques Thuillier (à la suite de Bernard Dorival dans sa thèse sur Philippe de Champaigne) pour qualifier le classicisme français, en opposition à l'asiatisme qui qualifie le style de Vouet. On parle essentiellement de l'atticisme sous la régence d’Anne d’Autriche, ce classicisme typiquement français était le plus épuré et élégant.
Les principaux représentants de l'atticisme sont :
Laurent de La Hyre (1606-1656) ne se rendit pas en Italie pour sa formation. On peut citer comme œuvre de jeunesse, La conversion de Saint Paul de 1637 (Paris, cathédrale Notre-Dame), encore réminiscente d'influences romaines. Il adopte un style vraiment classique en atteignant sa maturité picturale dans les quinze dernières années de sa vie, avec, notamment, La mort des enfants de Béthelde 1653 (Arras, musée des Beaux-Arts) et L'apparition du Christ au pèlerin d'Emmaüsde 1656 (Grenoble, musée), son dernier tableau.

## Le Brun et la peinture du « siècle de Louis XIV »

### L'Académie royale de Peinture et de Sculpture
La Guilde ou Maitrise de peinture, institué au Moyen Âge, régissait l'apprentissage et l'emploi dans les métiers de la peinture; seul un maître (ou son atelier) avait le droit de travailler à Paris. La Guilde des peintres tenait fermement son monopole, mais depuis le renouveau des arts en France des années 1620-1640, les peintres pouvaient échapper à la Maitrise, en logeant dans un palais royal ou dans une institution religieuse. Durant la régence d'Anne d'Autriche la Guilde essaya de briser les privilèges ; les peintres répliquèrent en fondant l'Académie royale de peinture et de sculpture, au mois de janvier 1648.

### Carrière de Charles Le Brun

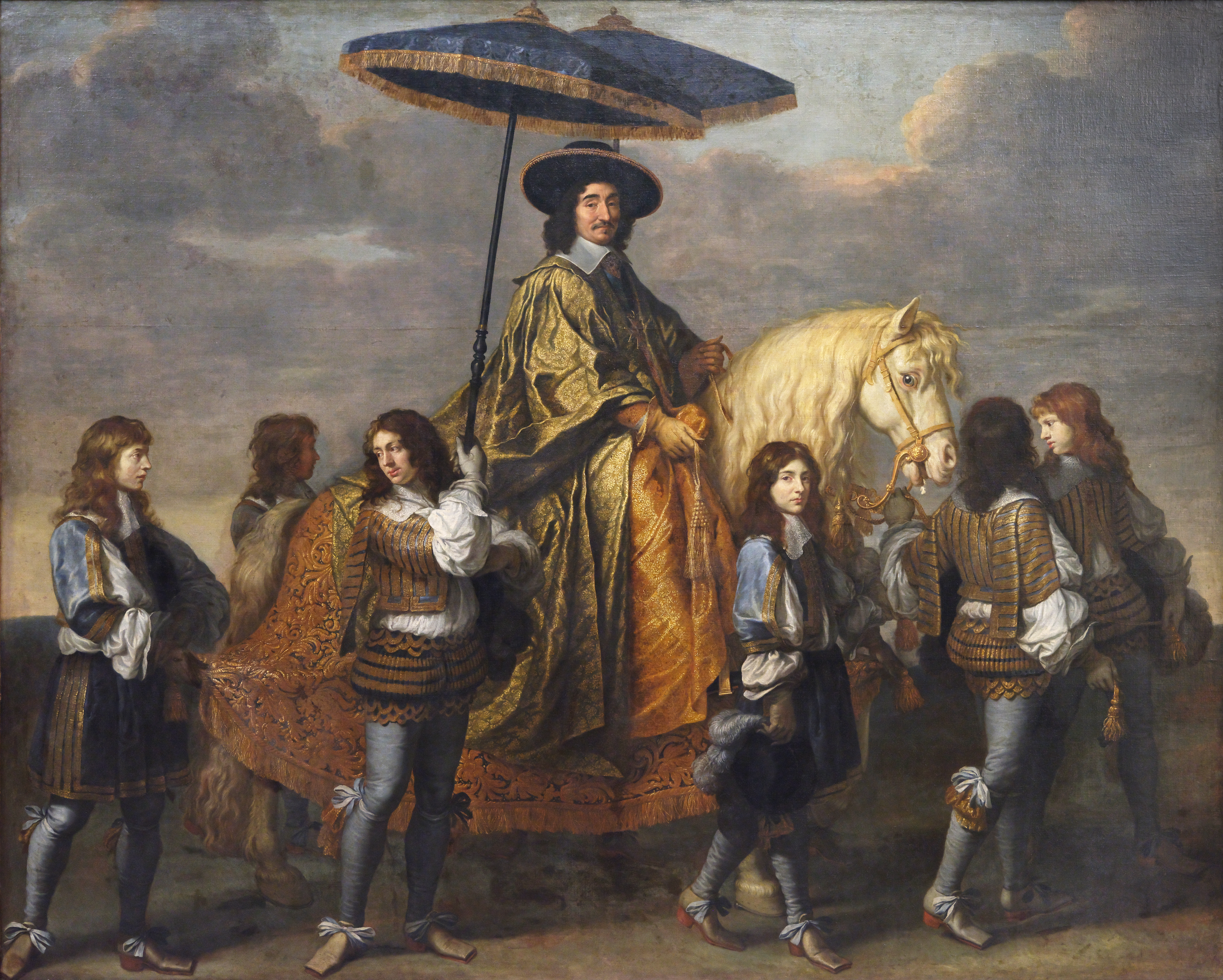
Charles Le Brun, Le chancelier Séguier, vers 1661, musée du Louvre, Paris.

### Les grands chantiers

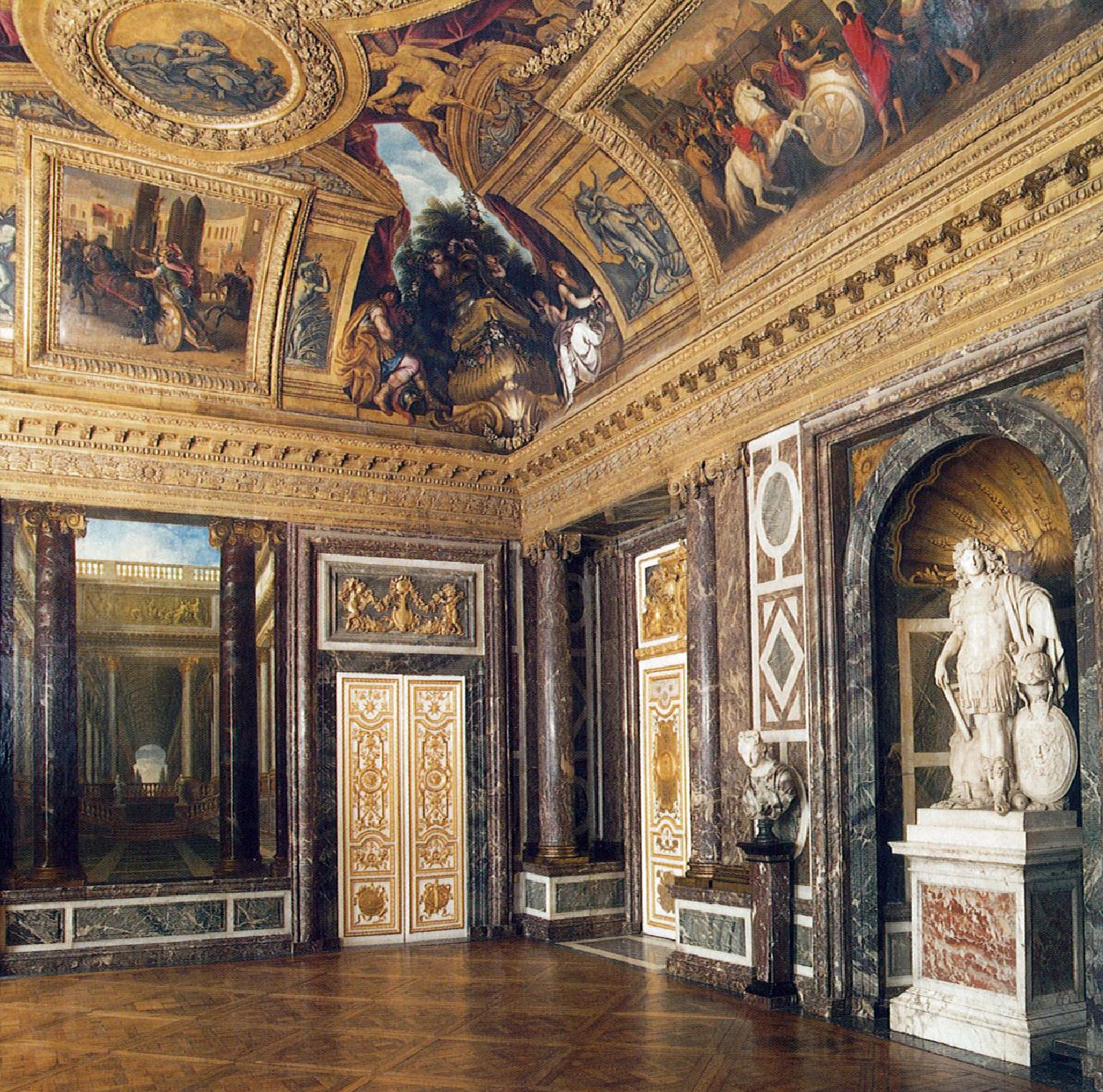
Le salon de Vénus du château de Versailles.

### La fin du règne
À partir des années 1690 la « querelle du Coloris » qui anime les esthètes et théoriciens du règne de Louis XIV sur la primauté du dessin ou de la couleur dans l'appréciation de la peinture, de même qu'un changement du goût des élites, entraînent une évolution du style des artistes vers une manière plus détendue, colorée, gracieuse et sensuelle. La figure de Rubens, à laquelle se rattachent les partisans du coloris, sert de modèle à une nouvelle génération de jeunes artistes, formés à l'Académie royale, qui vont avoir l'occasion de proposer une nouvelle esthétique dans les grands chantiers de la fin du règne : Charles de La Fosse, Jean Jouvenet, Louis de Boullogne ou Antoine Coypel se distinguent par leur coloris sonore, leur peinture large et virtuose, qui trahit l'influence du grand maître flamand. Cette nouvelle peinture, qui annonce par ses libertés la peinture du siècle suivant, s'exprime jusque dans les grands décors solennels commandés par la couronne : à la chapelle de Versailles, ou au dôme des Invalides, les peintres adaptent leur pinceau à la grande peinture sacrée. Dans les demeures royales, en revanche, l'iconographie se fait plus riante et légère, abandonnant en partie les grands cycles épiques qui avaient fait le succès des salons de Versailles ou des tentures des Gobelins : à Trianon, à la ménagerie de Versailles, ou aux châteaux de Marly et de Meudon, les cycles décoratifs se tournent vers une mythologie galante et arcadienne. Le thème des "amours des Dieux" et les sujets bachiques deviennent à la mode. 
Dans le domaine du portrait, le modèle jusque là dominant de Philippe de Champaigne et des frères Beaubrun se renouvelle sous l'action de deux jeunes artistes là aussi tournés vers les exemples flamands : Hyacinthe Rigaud et Nicolas de Largillierre proposent un type de portrait plus animé, où une place particulière est accordée aux effets de draperies scintillantes, aux arrière-plans de paysages et au mouvement du modèle. Une atmosphère dorée, de grands bouillonnements de drapés encadrant le personnage, et une pose déclamatoire et désaxée contribue à renouveler l'art du portrait peint et connaît rapidement un grand succès auprès des élites.

## Principaux peintres
Liste des peintres majeurs du XVIIe siècle en France classés dans l'ordre chronologique par année de naissance :
- Frères Le Nain (1588-)
- Simon Vouet (1590-1649)
- Valentin de Boulogne (1591-1632)
- Louis Le Nain (1593-1648)
- Georges de La Tour (1593-1652)
- Nicolas Poussin (1594-1665)
- Jacques Stella (1596-1657)
- Jacques Linard (1597-1645)
- Sebastien Stoskopff (1597-1657)
- Jacques Blanchard (1600-1638)
- Claude Gellée dit Le Lorrain (1600-1682)
- Philippe de Champaigne (1602-1674)
- Pierre Patel (1604-1676)
- Laurent de La Hyre (1606-1656)
- Nicolas Mignard (1606-1668)
- Jean Tassel (1608-1667)
- Lubin Baugin (1612-1663)
- Pierre Mignard (1612-1695)
- Gaspard Dughet (1613-1675)
- Daniel Hallé (1614-1675)
- Sébastien Bourdon (1616-1671)
- Eustache Lesueur (1617-1655)
- Charles Le Brun (1619-1690)
- Noël Coypel (1628-1707)
- Charles de La Fosse (1636-1716)
- Jean Jouvenet (1644-1717)
- François de Troy (1645-1730)
- René-Antoine Houasse (~1645-1710)
- Joseph Parrocel (1646-1704)
- Claude Guy Hallé (1652-1736)
- Nicolas de Largillierre (1656-1746)
- Louis de Boullogne (1657-1733)
- Hyacinthe Rigaud (1659 1743)
- Antoine Coypel (1661-1722)
- Alexandre-François Desportes (1661-1743)